# Мечеть Соколлу Мехмед-паши
Мече́ть Соколлу́ Мехме́д-паши́ (тур. Sokollu Mehmet Paşa Camii) — мечеть в микрорайоне Кадырга исторического района Фатих в европейской части Стамбула. Названа в честь великого визиря Соколлу Мехмед-паши.

## Архитектура

### Экстерьер
На верхнем этаже, с открытой колоннадой, имеются маленькие комнаты с небольшими окнами, камином и нишей для хранения постельных принадлежностей. В большой выпуклой комнате находится молитвенный зал. Также вы можете увидеть различные надписи на стенах мечети